# Exogone parasexoculata
Exogone parasexoculata är en ringmaskart som beskrevs av Hartmann-Schröder 1993. Exogone parasexoculata ingår i släktet Exogone och familjen Syllidae. Inga underarter finns listade i Catalogue of Life.